# Jibbs
Jibbs (* 13. November 1990 in St. Louis, Missouri; bürgerlich Jovan Campbell) ist ein US-amerikanischer Rapper.

## Leben und Wirken
Campbell begann im Alter von neun Jahren zu rappen. Der landesweite Durchbruch gelang ihm im Sommer 2006, als er als 15-Jähriger mit seiner Debütsingle Chain Hang Low bis auf Platz 7 der US-amerikanischen Billboard-Charts stieg. Sein Debütalbum, auf dem er unter anderem von Chamillionaire unterstützt wurde, kam im Herbst 2006 unter dem Titel Jibbs feat. Jibbs auf den Markt. Bislang wurden von ihm etwa 800.000 Kopien abgesetzt. Für diesen Erfolg wurde er in den USA mit einer goldenen Schallplatte ausgezeichnet. Für Frühjahr 2008 hat Jibbs sein zweites Album Teen King angekündigt – die erste Single heißt Kaveman und wurde im März 2008 in den USA veröffentlicht.

## Diskografie

### Studioalben
- 2006: Jibbs feat. Jibbs

### Singles
- 2006: Chain Hang Low
- 2006: King Kong (feat. Chamillionaire)
- 2007: Go Too Far (feat. Melody Thornton)
- 2007: Smile (feat. Fabo)
- 2008: Kaveman (feat. Soulja Boy)